# Sóc chuột Siskiyou
Neotamias siskiyou là một loài động vật có vú trong họ Sóc, bộ Gặm nhấm. Loài này được A. H. Howell mô tả năm 1922.